# Carterus
Carterus es un  género de coleópteros adéfagos de la familia Carabidae.

## Especies
Comprende las siguientes especies:
- Carterus angustipennis (Chaudoir, 1852)
- Carterus angustus (Menetries, 1832)
- Carterus boschi Schauberger, 1934
- Carterus cribratus (Reiche & Saulcy, 1855)
- Carterus dama (P.Rossi, 1792)
- Carterus depressus (Brulle, 1832)
- Carterus fulvipes (Latreille, 1817)
- Carterus gilvipes (Piochard De La Brulerie, 1873)
- Carterus gracilis Rambur, 1837
- Carterus interceptus Dejean, 1830
- Carterus lefebvrei (Brulle, 1832)
- Carterus microcephalus Rambur, 1837
- Carterus neglectus Wrase, 1994
- Carterus rotundicollis Rambur, 1837
- Carterus rufipes (Chaudoir, 1843)
- Carterus validiusculus Brulerie, 1873